# 阿布羅略斯群島

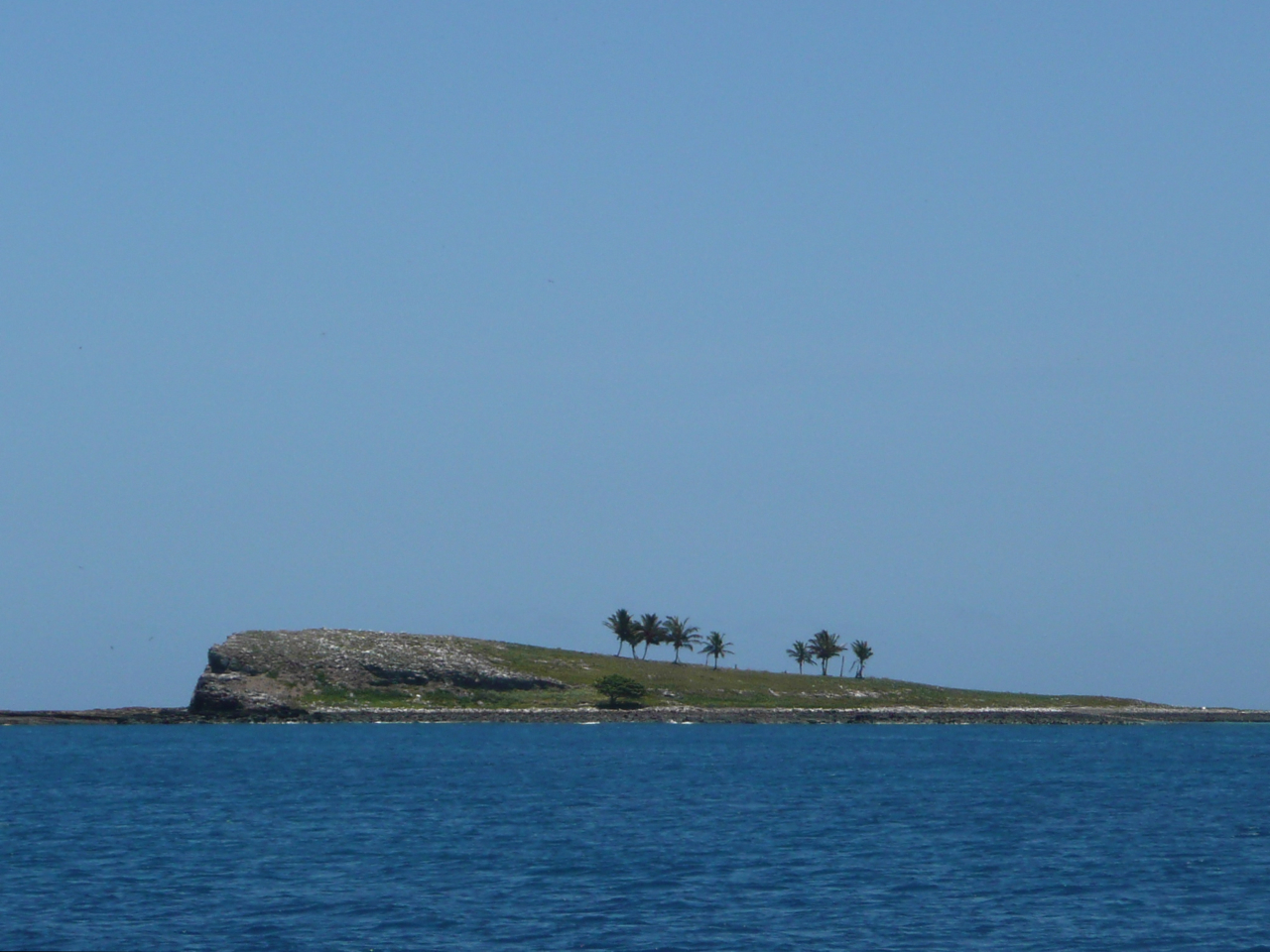

17°55′34″S 38°56′07″W / 17.92611°S 38.93528°W
阿布羅略斯群島（葡萄牙語：Ilhas de Abrolhos）是巴西的群島，位於該國東南部巴伊亞州的阿布羅略斯海洋國家公園，距離卡拉韋拉斯36海里，由5座小島組成，面積50平方公里。